# Cammino delle terre sospese

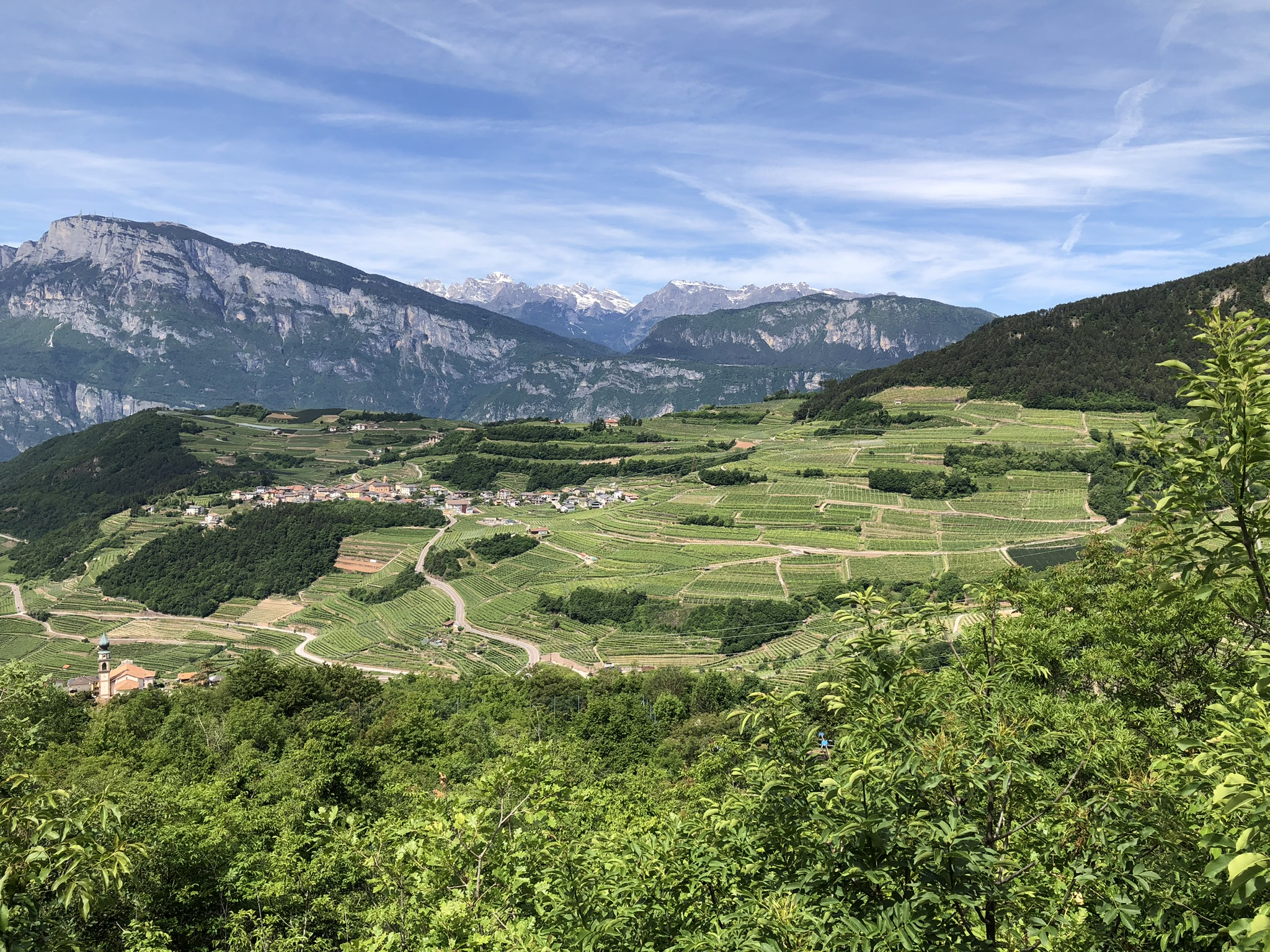
Terrazzamenti con vigneti della Val di Cembra. Dietro a sinistra Paganella, a destra Monte Fausiòr. Sullo sfondo le Dolomiti di Brenta

Il Cammino delle terre sospese è un sentiero ad anello in Val di Cembra in Trentino che percorre con un tracciato a forma di otto su entrambi i versanti della valle.  

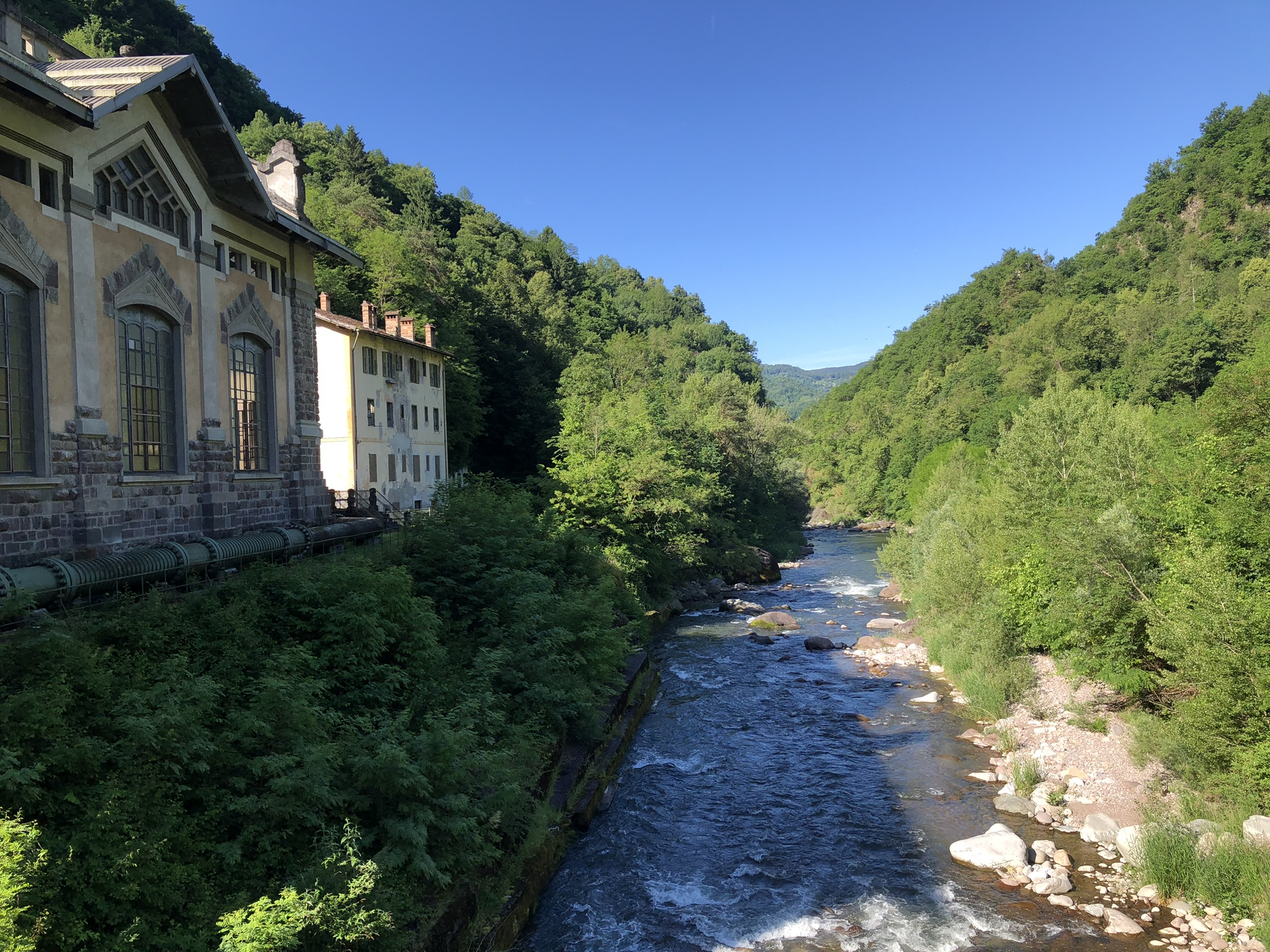
L'Avisio con la Centrale idroelettrica di Pozzolago

## Percorso
Il percorso è lungo circa 90 km, per lo più su sentiero, antiche mulattiere, strade asfaltate o cementate a servizio dei vigneti. È percorribile a piedi. Il percorso viene segnalato in loco dal logo del cammino. 
Il cammino è stato creato dall'Associazione Destinazione Val di Cembra ETS ed inaugurato il 5 ottobre 2024. Attraversa i comuni di Lavis, Giovo, Cembra-Lisignago, Segonzano, Sover, Altavalle, Lona-Lases e Albiano. È stato pensato in sei tappe, con partenza e ritorno a Lavis, ma il tracciato ad otto consente di dividerlo anche in due diversi percorsi da tre giorni ciascuno. 
È prevista una credenziale che può essere timbrata lungo il percorso con un timbro caratterizzato per ciascuna tappa e con un motto distinto. I sei motti sono: Equità, Identità, Cultura locale, Restanza, Intraprendenza, Ecologia.

## Le tappe
I punti salienti del cammino sono:
1. Lavis - Lisignago, 13 km, dislivello in salita/discesa: 760 m / 420 m. Il percorso parte in prossimità del Giardino dei Ciucioi,
2. Lisignago - Segonzano, 16 km, dislivello in salita/discesa: 820 m / 700 m. Il percorso attraversa Cembra, passa l'Avisio in corrispondenza della centrale di Pozzolago[3], e raggiunge Sevignano, il paese dei Beghei[4].
3. Segonzano - Sover, 16 km, dislivello in salita/discesa: 800 m / 700 m. Il percorso porta al santuario della Madonna dell'Aiuto, attraversa i piccoli paesi di Gaggio e Valcava e sale fino a Montesover.
4. Sover - Grumes, 13 km, dislivello in salita/discesa: 700 m / 650 m. Il percorso utilizza parte del Sentiero dei vecchi mestieri[5], attraversa l'Avisio al Ponte de La Rio e risale fino a Grauno.
5. Grumes - Lona, 20 km, dislivello in salita/discesa: 720 m / 900 m. Il percorso attraversa i Masi alti di Grumes, Faver, attraversa l'Avisio al Ponte della Cantilaga con vista sul Castello di Segonzano, attraversa Piazzo e Sevignano.
6. Lona - Lavis, 13 km, dislivello in salita/discesa: 420 m / 900 m. Il percorso attraversa Lases, Albiano e le sue frazioni e entra nel Comune di Trento a Vigo Meano per tornare infine a Lavis.

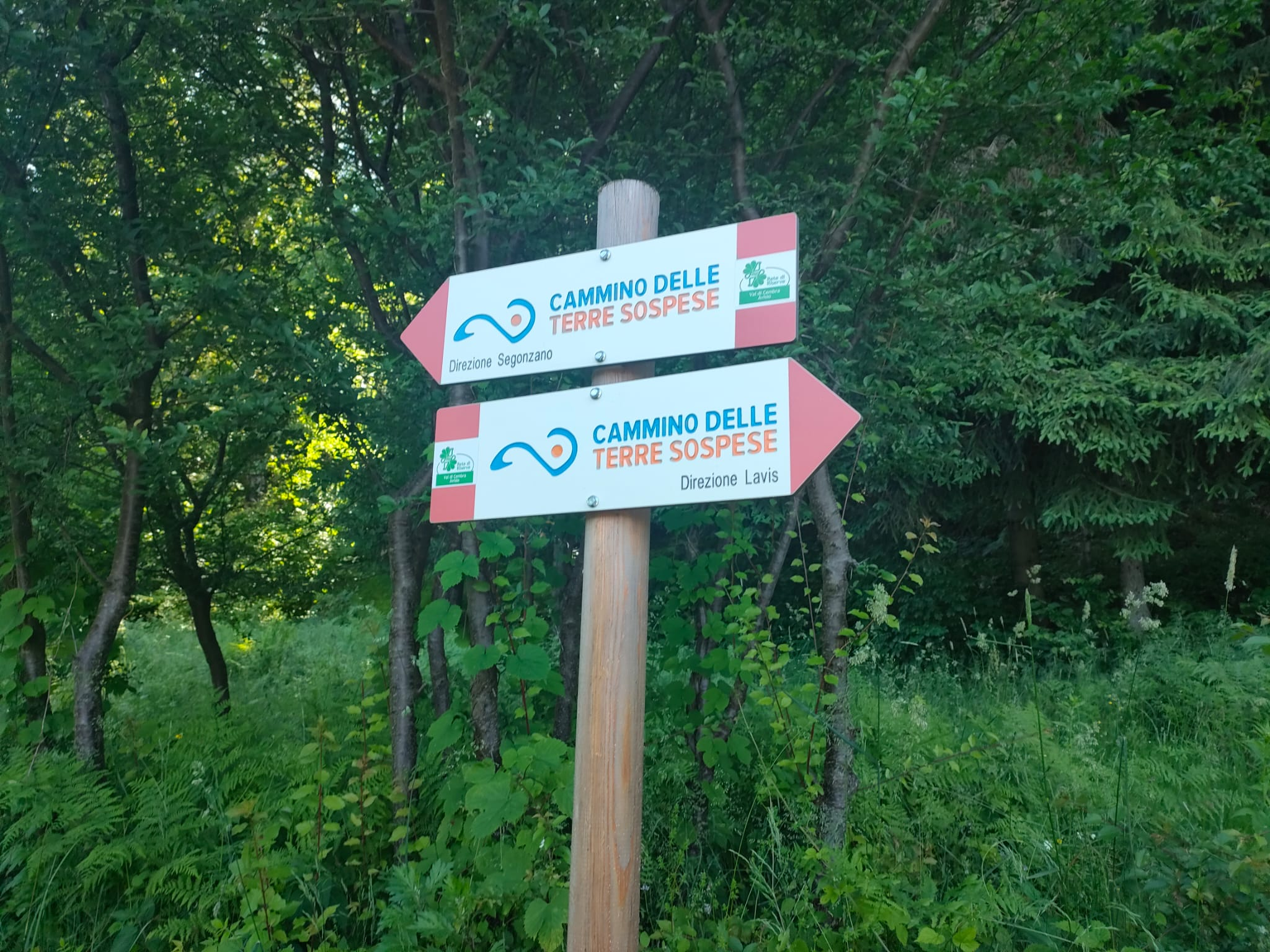
Cartelli indicatori del Cammino